# PZL.44 Wicher
A PZL.44 Wicher a lengyel Állami Repülőgépgyárak (PZL) által 1938-ban kifejlesztett és megépített utasszállító repülőgép. Csak egy prototípusa készült el.

## Története
A repülőgépet a PZL-nél tervezték a Közlekedési Minisztérium felkérésére, amely a LOT Lengyel Légitársaság számára kívánt korszerű, hazai gyártású utasszállító repülőgépet beszerezni. A gép tervei Wsiewołod Jakimiuk vezetésével készültek 1936-tól. Fejlesztésénél felhasználták a PZL.37 Łoś bombázóval szerzett tapasztalatokat. A tervek szerint az első prototípusnak 1937 szeptemberében kellett volna repülnie, sorozatgyártását 1938-tól tervezték.
A fejlesztési program azonban csúszott. A prototípus csak 1938. március 20-án emelkedett először a levegőbe Bolesław Orliński berepülőpilótával a fedélzetén Varsó Okęcie repülőteréről. A teljes berepülési programot a Repülő Műszaki Intézetben (ITL) még az év októberéig sikerült befejezni. A repülőgép 1939-ben Párizsba repült, ahol bemutatták a repülőgép-kiállításon.
1938 végén az SP-BPJ lajstromjelet kapott gépet átadták a LOT-nak üzemi próbára, amelyek 1939 áprilisáig tartottak. Ez idő alatt a gép belföldi járatokon repült. A tervezett kis széria miatt a gép ára a hasonló külföldi típusokénál magasabb lett, ezért a LOT kezdetben négy darabra csökkentette a rendelését 1940-es szállítási határidővel, majd 1939-ben azt is visszamondta. A LOT még 1938-ban a PZL.44 tervezett árának alig több mint a felébe kerülő Lockheed L–14H Super Electra gépekből vásárolt 10 db-ot.
A lengyelországi hadjárat kezdetén, 1939. szeptember elején a gépet Lwówba (ma: Lviv) menekítették, rövid ideig az ottani repülőtéren, Skniłówban (ma: Szkniliv) állomásozott sérült futóművel. A keleti lengyel területek eleste után a gép szovjet kézre került. Kijavítása után Moszkvába vitték, ahol repülési teszteknek vetették alá. További sorsa ismeretlen.

## Szerkezeti kialakítása és műszaki jellemzői

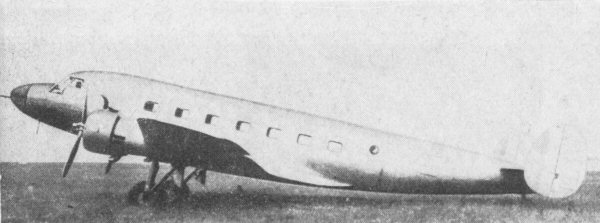
A PZL.44 oldalnézeti képe

A PZL.44 teljesen fémépítésű, alsószárnyas repülőgép, törzse félhéjszerkezetű. Szárnya elliptikus, hasonlít a PZL.37 szárnyára. Hagyományos hárompontos futóművel rendelkezett, a főfutók a motorgondolába behúzhatóak. Személyzete négy fő volt (két pilóta, rádiós és fedélzeti mérnök), az utaskabinban 14 fő utas számára alakítottak ki ülőhelyeket. Az utastér hossza 19 m, szélessége 1,7 m, magassága 1,85 m. Az utasok számára a törzs bal oldalán, hátul helyezték el az ajtót. A csomagtér a pilótafülke és az utaskabin között, valamint a farokrészben helyezkedett el. A repülőgépet két 736 kW (1000 LE) teljesítményű, kilenchengeres Wright Cyclone GR–1820 G2 csillagmotorral szerelték fel, melyek Hamilton Standard típusú háromtollú légcsavarokat hajtottak. Üzemanyagtartályainak kapacitása 2200 l. Farokrésze a PZL.37-es bombázónál is alkalmazott osztott vezérsík.

## Műszaki adatai

### Tömeg- és méretadatok
- Fesztáv: 23,80 m
- Hossz: 18,45 m
- Szárnyfelület: m²
- Magasság: 4,80 m
- Üres tömeg: 5990 kg
- Legnagyobb felszállótömeg: 9500 kg
- Hasznos terhelés: 3510

### Motorok
- Motor típusa: Wright Cyclone GR–1820 G2 kilenchengeres csillagmotor
- Motorok száma: 2 db
- Maximális teljesítmény: 736 kW (1000 LE)

### Repülési adatok
- Gazdaságos utazósebesség: 316 km/h
- Maximális sebesség: 374 km/h
- Leszálló sebesség: 110 km/h
- Emelkedőképesség: 6,1 m/s
- Szárny felületi terhelése: 127 kg/m²

## Hasonló repülőgépek
- Douglas DC–2
- Lockheed L–14 Super Electra